# Liste de jeux Atari Inc.
Ne doit pas être confondu avec Liste de jeux Atari Inc. (filiale d'Atari SA).
La liste de jeux Atari Inc. répertorie les jeux développés et édités par Atari Inc. de 1972 à 1984.

## Jeux
- Akka Arrh
- Airborne Avenger
- Anti-Aircraft
- Asteroids
- Asteroids Deluxe
- Atari Baseball
- Atari Basketball
- Atari Football
- Atari Mini Golf
- Atari Soccer
- The Atarians
- Avalanche
- Battlezone
- Black Widow
- Breakout
- Cannonball
- Canyon Bomber
- Centipede
- Cloak & Dagger
- Cloud 9
- Combat
- Cops N Robbers
- Crash 'N Score
- Crystal Castles
- Destroyer
- Dominos
- Drag Race
- Fire Truck
- Firebeast
- Firefox
- Flyball
- Food Fight
- Goal IV
- Gotcha
- Gran Trak 10
- Gran Trak 20
- Gravitar
- Hercules
- Hi-way
- I, Robot
- Indy 4
- Indy 800
- Jet Fighter
- LeMans
- Liberator
- Lunar Lander
- Major Havoc
- Maze Invaders
- Middle Earth
- Millipede
- Missile Command
- Missile Command 2
- Monte Carlo
- Night Driver
- Orbit
- Outlaw
- Pin-Pong
- Pong
- Pong Doubles
- Pool Shark
- Pursuit (jeu vidéo)
- Quadrapong
- Quantum
- Quiz Show
- Qwak
- Qwak!
- Rebound
- Red Baron
- Road Runner
- Runaway
- Sebring
- Shark Jaws
- Sky Diver
- Sky Raider
- Solar War
- Space Duel
- Space Race
- Space Riders
- Sprint 1
- Sprint 2
- Sprint 4
- Sprint 8
- Star Wars: Return of the Jedi
- Star Wars
- Starship 1
- Steeplechase
- Stunt Cycle
- Subs
- Super Breakout
- Super Bug
- Super Pong
- Superman
- Tank
- Tank II
- Tank 8
- Tempest
- Time 2000
- Tournament Table
- Triple Hunt
- Tunnel Hunt
- Ultra Tank
- Video Pinball
- Warlords
- Wolf Pack